# باركلي ويبستر
باركلي ويبستر هو قاضي وسياسي كندي، ولد في 16 سبتمبر 1849 في كنتفيل ‏ في كندا، وتوفي بنفس المكان في 14 فبراير 1928. نشط حزبياً في جمعية المحافظين التقدمية لنوفا سكوشا.